# Pygidicranidae
Famille
Les Pygidicranidae forment une famille d'insectes dermaptères.
Il y a plus de 300 espèces dans 29 genres en 12 sous-familles.

## Liste des sous-familles et genres
Selon  Species File (18 novembre 2013) :
- sous-famille Anataeliinae Burr, 1909
  - genre Anataelia Bolivar, 1899
- sous-famille Astreptolabidinae †
  - genre Astreptolabis Engel, 2011 †
- sous-famille Blandicinae Burr, 1915
  - genre Alloblandex Hincks, 1957
  - genre Austroblandex Brindle, 1987
  - genre Blandex Burr, 1912
  - genre Parablandex Brindle, 1966
- sous-famille Brindlensiinae Srivastava, 1985
  - genre Brindlensia Srivastava, 1985
- sous-famille Burmapygiinae †
  - genre Burmapygia Engel & Grimaldi, 2004 †
- sous-famille Challiinae Steinmann, 1973
  - genre Challia Burr, 1904
- sous-famille Cylindrogastrinae Maccagno, 1929
  - genre Cylindrogaster Stal, 1855
- sous-famille Diplatymorphinae Boeseman, 1954
  - genre Diplatymorpha Boeseman, 1954
- sous-famille Echinosomatinae Burr, 1910
  - genre Echinosoma AudinetServille, 1839
  - genre Parapsalis Borelli, 1921
- sous-famille Esphalmeninae Burr, 1909
  - genre Esphalmenus Burr, 1909
- sous-famille Pygidicraninae Verhoeff, 1902
  - genre Acrania Burr, 1915
  - genre Cranopygia Burr, 1908
  - genre Dacnodes Burr, 1907
  - genre Mucrocranopygia Steinmann, 1986
  - genre Paracranopygia Steinmann, 1986
  - genre Pygidicrana AudinetServille, 1831
  - genre Tagalina Dohrn, 1862
- sous-famille Pyragrinae Verhoeff, 1902
  - genre Echinopsalis de Bormans, 1893
  - genre Pyragra AudinetServille, 1831
  - genre Pyragropsis Borelli, 1908
- genre Archaeosoma Zhang, 1994
  - Archaeosoma serratum Zhang, 1994
- genre Geosoma Zhang, 1997 †
  - Geosoma prodromum Zhang, 1997 †